# آن هوفي
آن هوفي (بالإنجليزية: Ann Hovey)‏ هي ممثلة أمريكية، ولدت في 29 أغسطس 1911 في ماونت فيرنون في الولايات المتحدة، وتوفيت في 25 أغسطس 2007 في أريزونا في الولايات المتحدة بسبب مرض.

## وصلات خارجية
- آن هوفي على موقع IMDb (الإنجليزية)
- آن هوفي على موقع ألو سيني (الفرنسية)
- آن هوفي على موقع أول موفي (الإنجليزية)
- آن هوفي على موقع قاعدة بيانات الفيلم (الإنجليزية)